# Kodi (Indonésie)
Pour les articles homonymes, voir Kodi.
Kodi est un kecamatan d'Indonésie dans le kabupaten de Sumba du Sud-Ouest dans la province de Nusa Tenggara oriental.

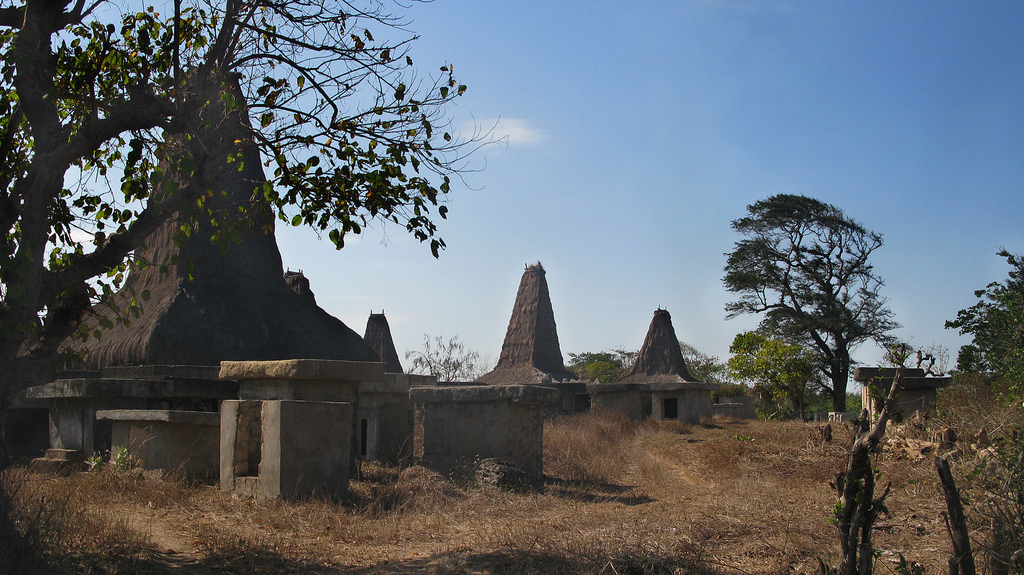
Maisons traditionnelles à Kodi
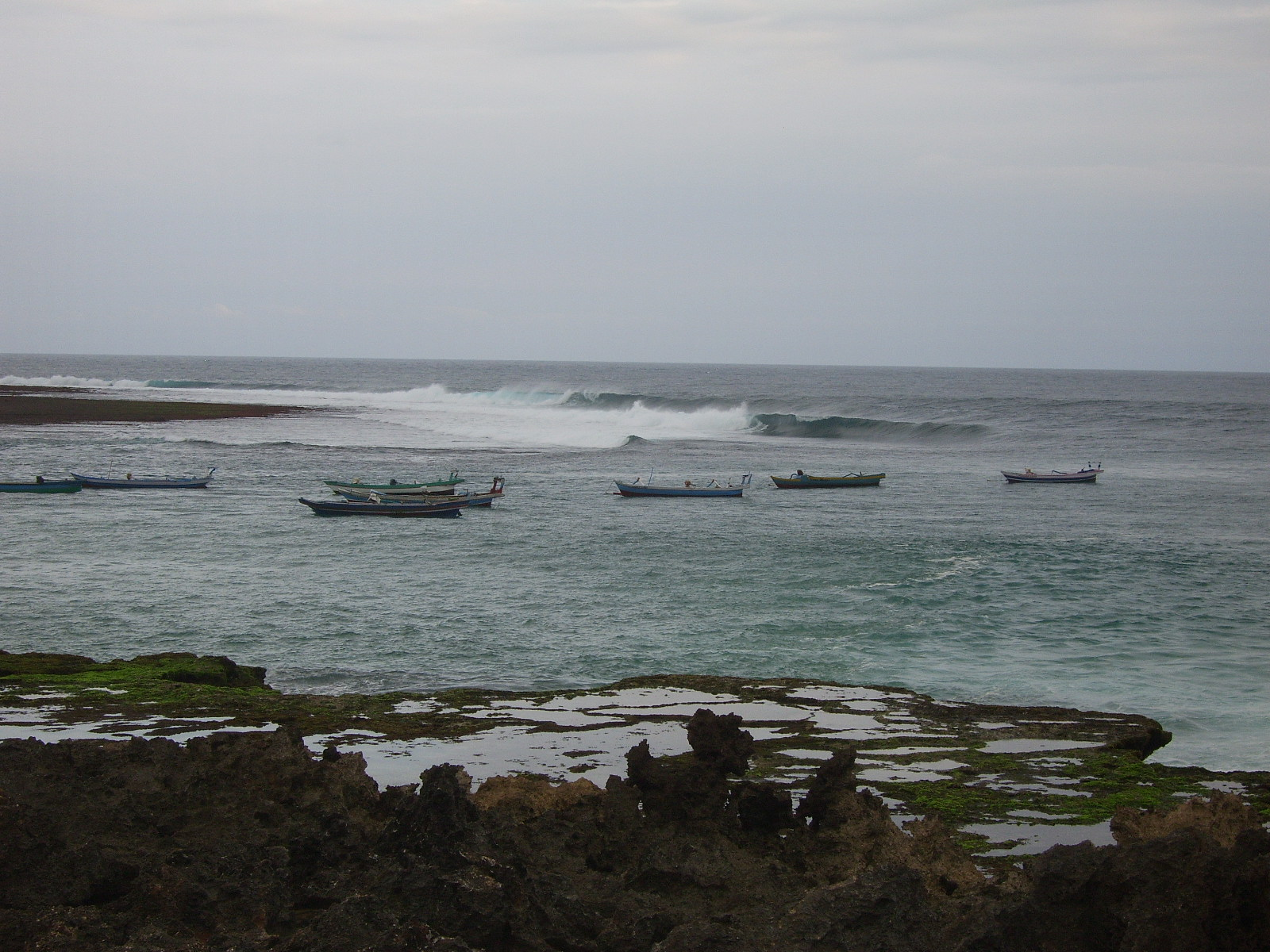
La plage de Kodi